# Moldauische Badmintonmeisterschaft
Moldauische Meisterschaften im Badminton werden seit 1995 ausgetragen. Im selben Jahr starteten auch die Juniorenmeisterschaften. Internationale Titelkämpfe und Mannschaftsmeisterschaften finden nicht statt.

## Die Titelträger
| Saison | Herreneinzel        | Dameneinzel        | Herrendoppel                       | Damendoppel                      | Mixed                            |
| ------ | ------------------- | ------------------ | ---------------------------------- | -------------------------------- | -------------------------------- |
| 1995   | Vitalii Sekerinau   | Olga Koseli        | Maxim Karpenko Vitalii Sekerianu   | Marina Buruian Tatiana Gazia     | Maxim Karpenko Marina Buruian    |
| 1996   | Maxim Karpenko      | Marina Buruian     | Maxim Karpenko Vitalii Sekerianu   | Marina Buruian Tatiana Gazia     | Pavel Scicico Marina Buruian     |
| 1997   | Vitalii Sekerianu   | Marina Buruian     | Maxim Karpenko Vitalii Sekerianu   | Marina Buruian Tatiana Gazia     | Maxim Karpenko Marina Buruian    |
| 1998   | Maxim Karpenko      | Marina Buruian     | Maxim Karpenko Egor Ursatii        | Marina Buruian Nadia Litvinenko  | Maxim Karpenko Marina Buruian    |
| 1999   | Egor Ursatii        | Nadejda Litvinenko | Maxim Karpenko Egor Ursatii        | Marina Buruian Nadia Litvinenko  | Maxim Karpenko Nadia Litvinenko  |
| 2000   | Egor Ursatii        | Nadejda Litvinenko | Maxim Karpenko Egor Ursatii        | Marina Buruian Nadia Litvinenko  | Maxim Karpenko Nadia Litvinenko  |
| 2001   | Maxim Karpenko      | Olga Kuzmenko      | Maxim Karpenko Vladimir Cecoi      | Nadia Litvinenko Olga Cosel      | Maxim Karpenko Nadia Litvinenko  |
| 2002   | Maxim Karpenko      | Olga Kuzmenko      | Maxim Karpenko Egor Ursatii        | Nadia Litvinenko Olga Kuzmenko   | Maxim Karpenko Nadia Litvinenko  |
| 2003   | Maxim Karpenko      | Olga Kuzmenko      | Maxim Karpenko Egor Ursatii        | Nadia Litvinenko Olga Kuzmenko   | Maxim Karpenko Nadia Litvinenko  |
| 2004   | Maxim Karpenko      | Olga Kuzmenko      | Maxim Karpenko Vladimir Cecoi      | Ecaterina Andronic Olga Kuzmenko | Maxim Karpenko Nadia Litvinenko  |
| 2005   | Maxim Karpenko      | Olga Kuzmenko      | Maxim Karpenko Egor Ursatii        | Nadia Litvinenko Olga Kuzmenko   | Maxim Karpenko Nadia Litvinenko  |
| 2006   | Egor Ursatii        | Olga Kuzmenko      | Maxim Karpenko Egor Ursatii        | Nadia Litvinenko Olga Kuzmenko   | Maxim Karpenko Nadia Litvinenko  |
| 2007   | Egor Ursatii        | Olga Kuzmenko      | Maxim Karpenko Egor Ursatii        | Nadia Litvinenko Natalia Coseli  | Egor Ursatii Olga Kuzmenko       |
| 2008   | Egor Ursatii        | Olga Kuzmenko      | Maxim Karpenko Egor Ursatii        | Nadia Litvinenko Olga Kuzmenko   | Maxim Karpenko Nadia Litvinenko  |
| 2009   | Maxim Karpenko      | Olga Kuzmenko      | Maxim Karpenko Egor Ursatii        | Nadia Litvinenko Olga Kuzmenko   | Maxim Karpenko Anna Ali          |
| 2010   | Maxim Karpenko      | Olga Kuzmenko      | Maxim Karpenko Alexander Morari    | Ecaterina Andronic Olga Kuzmenko | Maxim Karpenko Anna Ali          |
| 2011   | Alexander Nagornov  | Olga Kuzmenko      | Maxim Karpenko Alexander Morari    | Ecaterina Andronic Olga Kuzmenko | Alexander Nagornov Oxana Cernega |
| 2012   | Alexander Morari    | Vlada Ginga        | Maxim Karpenko Alexander Morari    | Vlada Ginga Anna Cernetskii      | Alexandr Apostoluc Olga Kuzmenko |
| 2013   | Maxim Karpenko      | Vlada Ginga        | Maxim Karpenko Alexander Morari    | Vlada Ginga Anna Cernetskii      | Maxim Karpenko Daria Manughevici |
| 2014   | Maxim Karpenko      | Vlada Ginga        | Maxim Karpenko Alexander Morari    | Vlada Ginga Anna Cernetskii      | Maxim Karpenko Alena Apostoluc   |
| 2015   | Maxim Karpenko      | Vlada Ginga        | Maxim Karpenko Alexander Morari    | Vlada Ginga Anna Cernetskii      | Alexander Morari Vlada Ginga     |
| 2016   | Maxim Karpenko      | Vlada Ginga        | Maxim Karpenko Alexander Morari    | Vlada Ginga Anna Cernetskii      | Alexander Morari Vlada Ginga     |
| 2017   | Maxim Karpenko      | Vlada Ginga        | Maxim Karpenko Oleg Suliga         | Victoria Dulap Olga Krasnii      | Olga Krasnii                     |
| 2018   | Alexander Morari    | Vlada Ginga        | Maxim Karpenko Alexander Morari    | Vlada Ginga Paola Ginga          | Alexander Morari Vlada Ginga     |
| 2019   | Maxim Karpenko      | Vlada Ginga        | Maxim Karpenko Alexander Morari    | Vlada Ginga Paola Ginga          | Alexander Morari Vlada Ginga     |
| 2020   | nicht ausgetragen   | nicht ausgetragen  | nicht ausgetragen                  | nicht ausgetragen                | nicht ausgetragen                |
| 2021   | Alexander Morari    | Vlada Ginga        | Oleg Sulga Alexander Morari        | Vlada Ginga Paola Ginga          | Alexander Morari Vlada Ginga     |
| 2022   | Maxim Karpenko      | Vlada Ginga        | Peter Kunev Alexander Ursatii      | Vlada Ginga Paola Ginga          | Alexander Morari Vlada Ginga     |
| 2023   | Nicolae Enachi      | Dominica Bragnebun | Vladimir Leadavschi Vitalie Izbash | Dominica Bragnebun Paola Ginga   | Nicolae Enachi Paola Ginga       |
| 2024   | Vladimir Leadavschi | Vlada Ginga        | Vladimir Leadavschi Vitalie Izbash | Vlada Ginga Paola Ginga          | Nicolae Enachi Paola Ginga       |